# Kriens
Kriens je město ve švýcarském kantonu Lucern. Leží na úpatí hory Pilatus a na východě sousedí s Lucernem. Žije zde přibližně 27 tisíc obyvatel a je tak druhým největším městem kantonu (více obyvatel má pouze město Lucern a obec Emmen, která však nemá status města).

## Geografie

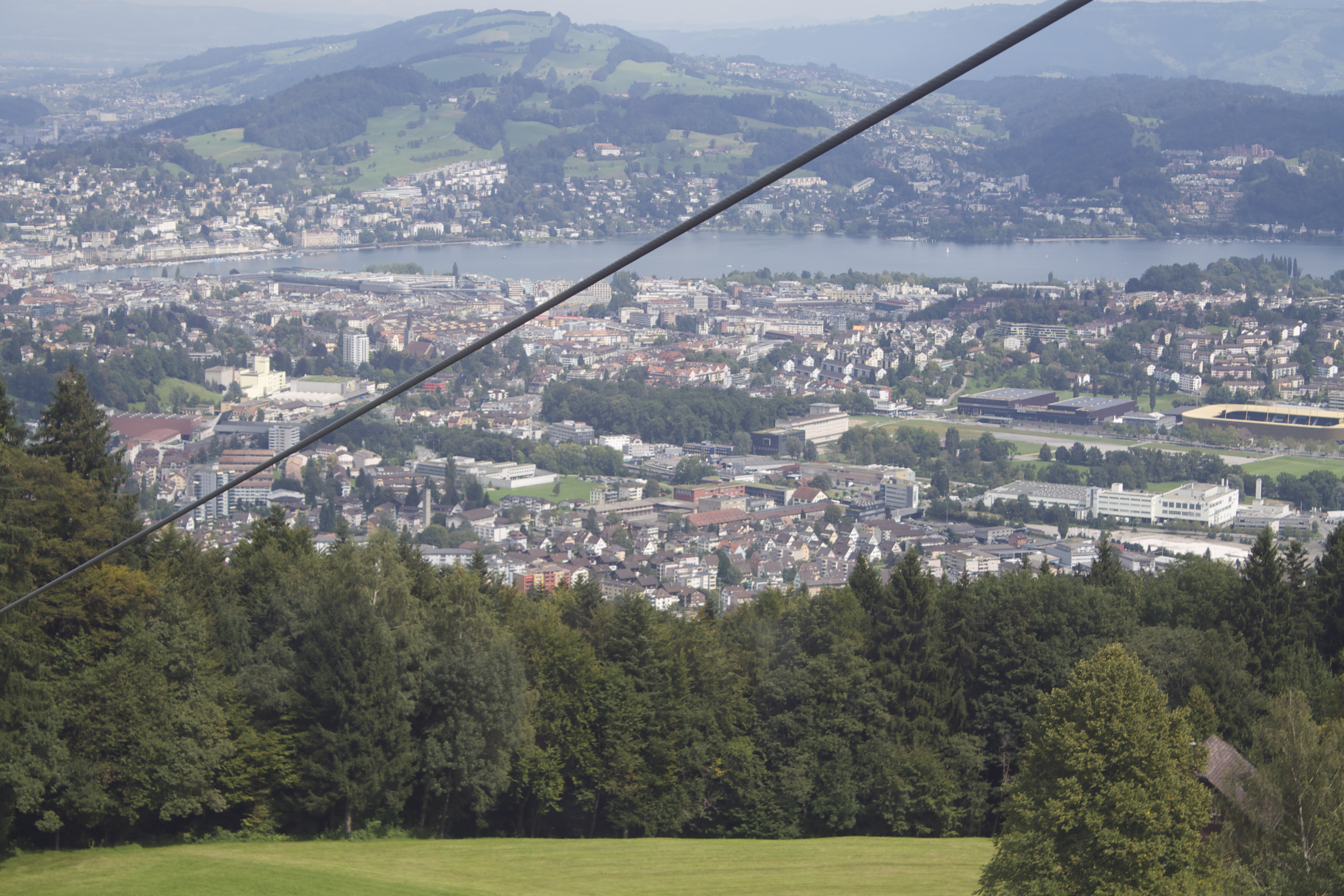
Kriens; pohled od hory Pilatus

Kriens leží na úpatí hory Pilatus. Město se skládá z centra (urbanizované bývalé vesnice) s různými čtvrtěmi, čtvrti Obernau na západ od něj, vesnice Hergiswald (5 km západně od obce) na silnici Kriens–Eigenthal a četných jednotlivých usedlostí na horském svahu obráceném k hoře Pilatus. Kolem železniční stanice Mattenhof se zhruba od roku 2018 buduje nová čtvrť mezi historickým centrem obce, předměstím Lucernu a čtvrtí Kuonimatt. Projekty jako Schweighof, Mattenhof 1 a 2 a Nidfeld jsou uváděny na trh pod souhrnným označením „Luzern Süd“ (Lucern-jih).
Hranice se sousedním městem Lucernem na východě vede přes areál pivovaru Eichhof. Odtud severozápadním směrem přes Gigeliwald a dále vede západně od lucernské čtvrti Obergütsch a Gütschwald k zemědělské usedlosti Böschenhof. Odtud pokračuje mírně jihozápadním směrem po severních svazích Sonnenbergu a Blattenbergu k usedlosti Gspan. Zde se stáčí k jihovýchodu. Odděluje osadu Holderchäppeli (935 m n. m.), prochází kolem Würzeneggu (1164 m n. m.), Chraigütsche (1081 m n. m.) a Höchbergu (1162 m n. m.) do Laueleneggu (1442 m n. m.) severozápadně od hory Pilatus. Odtud vede hranice obce přes Fräkmüntegg (1469 m n. m.) a Bieli (1373 m n. m.) k Hochwaldu severovýchodním směrem. Odtud vede k potoku Steinibach a v jeho toku až těsně před železniční stanici Horw. Odtud vede podél železniční trati z Horw do Lucernu severním směrem zpět do areálu pivovaru Eichhof.

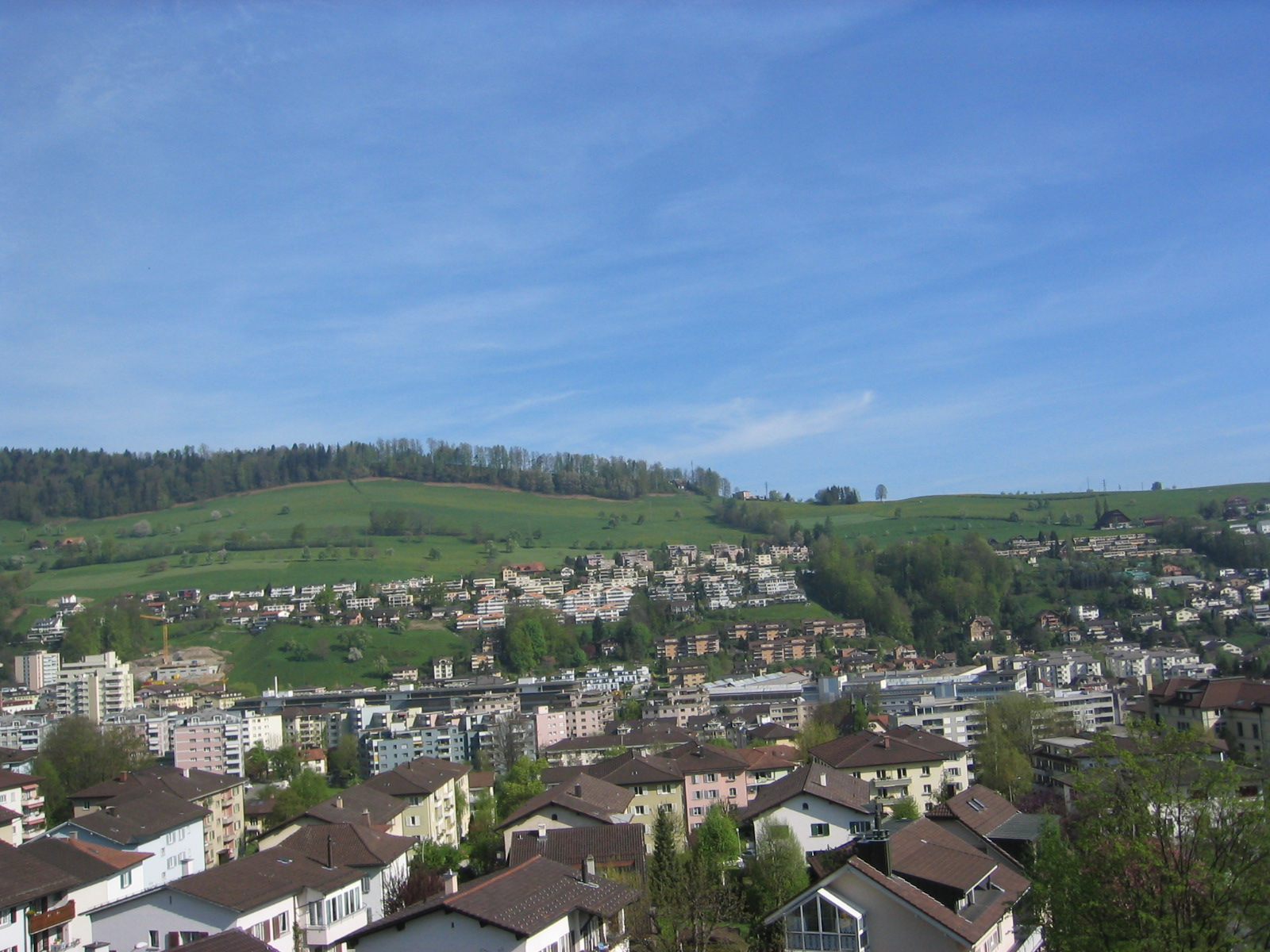
Centrum města

Východní část města Kriens leží na dně údolí (čtvrti Kupferhammer nebo Grosshof, stejně jako Mattenhof u Lucernu a Kuonimatt u Horw). Od Kupferhammeru se pak terén mírně zvedá západním směrem k Obernau (výškový rozdíl necelých 90 m; 468 m n. m. až 554 m n. m.).
Severně od obce se rozkládá jižně orientovaný masiv Sonnenberg, který je v části Kriensu řídce zalesněný. Svah jižně od něj leží severním směrem a nazývá se Schattenberg.
Schattenberg je prvním výstupem na horu Pilatus. Spodní část byla vykácena a částečně zastavěna. Většina území západně od Obernau a jižně od obce je zalesněná. Západně od linie Krienseregg - Fräkmüntegg se nacházejí rozsáhlé plochy bažin. Pramení v něm četné přítoky řeky Ränggbach, včetně Tschuggebachu a Rotbachu, který se na horním toku nazývá Wissbach. Celá oblast tvoří severní svah hory Pilatus.
Významná je říčka Untere Krienbach, která před urbanizací často působila škody při bouřkách. Protéká územím obce a v ulici Burgerstrasse (v Lucernu) se zleva (zakrytá) vlévá do Reussu. Směrem na Horw a dále do Lucernského jezera teče Schlundbach, Schlim- nebo Schlossbach a již zmíněný Steinibach.
Z rozlohy obce 2734 ha je více než polovina (50,5 %) pokryta lesy a lesními porosty. Asi šestinu (16,9 %) tvoří zastavěná plocha a 31,6 % je využíváno zemědělsky.
Kriens sousedí na jihu s Hergiswilem, na jihu a východě s Horwem, na severu a východě s městem Lucern, na severozápadě s Maltersem a na západě se Schwarzenbergem.

## Historie

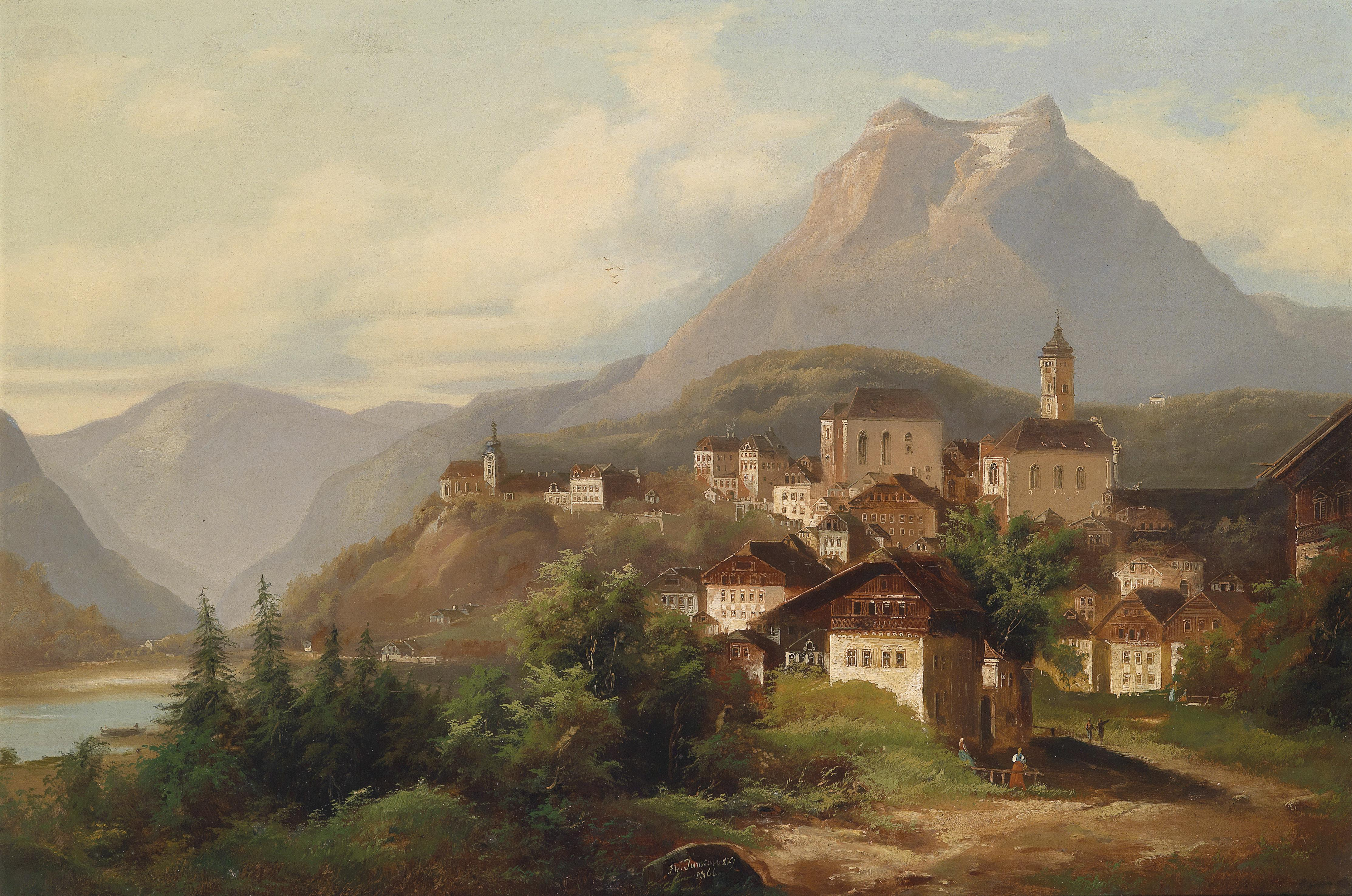
Pilatus na malbě z poloviny 19. století

Původ ani význam místního jména Kriens nelze jednoznačně určit. Název pravděpodobně pochází z indoevropského slova *krei, které znamená „oddělovat“ nebo „oddělit“. Pravděpodobně z tohoto kořene vzniklo staroevropské vodní jméno *crientas s příponou -nt, které se přes galorománské tvary vyvinulo v současný tvar Kriens, přičemž bylo přeneseno z vodní plochy na místo. První doložená zmínka o Kriens je v listině z 9. století jako o Chrientes.
V nejstarších dokumentech benediktinského kláštera v Hofu v Lucernu je Chrientes uveden jako jeden z jejich 16 dvorů. Klášter dostal tuto oblast darem od dvou urozených sester. Originály listin pocházejí z doby kolem roku 840 n. l. V roce 1291 získali komunitu Habsburkové. V jejich držení zůstala jako součást soudního úřadu Rothenburg až do bitvy u Sempachu. V roce 1392 převzalo roli feudálních pánů (město) Lucern. Kriens spolu s Horw a Eigenthalem patřil v letech 1421–1798 k panství Horw-Kriens. V roce 1653 zde také povstali sedláci pod vedením Hanse Spenglera. Až do roku 1803 byla obec součástí okresu Lucern a od té doby patří k soudnímu okresu Lucern. Stejně jako v dobách francouzského vpádu do Švýcarska se i Kriensu dotkly válečné akce v době Svobodných band a Sonderbundu.

Letecký pohled (1949)

Za průlom v industrializaci vděčí Kriens především Augustu Bellovi: v roce 1855 připojil k továrně na pletení koňských žíní, kterou založil v roce 1845, továrnu na výrobu (textilních) strojů. Ta se rychle diverzifikovala: od roku 1860 vyráběla papírenské stroje, parní stroje, turbíny, železniční mosty pro Gotthardskou trať a od roku 1876 lanové dráhy. V důsledku krize ve 30. letech 20. století byla společnost Bell Maschinenfabrik AG v roce 1936 prodána Heinrichu Wachterovi, v roce 1959 Escheru Wyssovi a v roce 1967 společnosti Sulzer Winterthur. Přádelna hedvábných nití, kterou Bell otevřel v roce 1860, patřila v letech 1877–1968 francouzskému majiteli (S.A. de Filatures de Schappe, Lyon) a v letech 1968–1975 společnosti z USA; v letech 1975–1987 vyráběla přízi jako Schappe Kriens AG. Od roku 1855 zde byla také továrna na těstoviny (v roce 1928 sloučena s firmou Wenger & Hug AG v Gümligenu) a od roku 1899 továrna na dřevěné nářadí Lachappelle (výroba byla ukončena v roce 2000). V roce 1960 se v Kriens usadila společnost Sauerstoff- und Wasserstoffwerke AG, založená v Lucernu v roce 1909 (v roce 1984 přejmenována na PanGas, v roce 1996 přesídlila do Dagmersellenu). Průmyslový rozvoj podpořilo železniční spojení v roce 1886 a spojení s městem Lucern v roce 1900 elektrickou tramvají (do roku 1961). Spolu s Emmenem je Kriens nejvýznamnějším průmyslovým předměstím Lucernu. V novější době zde díky blízkosti města vyrostly kancelářské komplexy (některé pro kantonální správu) a distribuční centra (Coop).
Voliči v Kriensu v hlasování 4. března 2018 rozhodli, že od 1. ledna 2019 bude jejich obec s obyvateli označena jako město. Současně byl k tomuto datu upraven i znak obce, takže heraldicky správněji je nyní vyobrazen heraldický medvěd.

## Obyvatelstvo

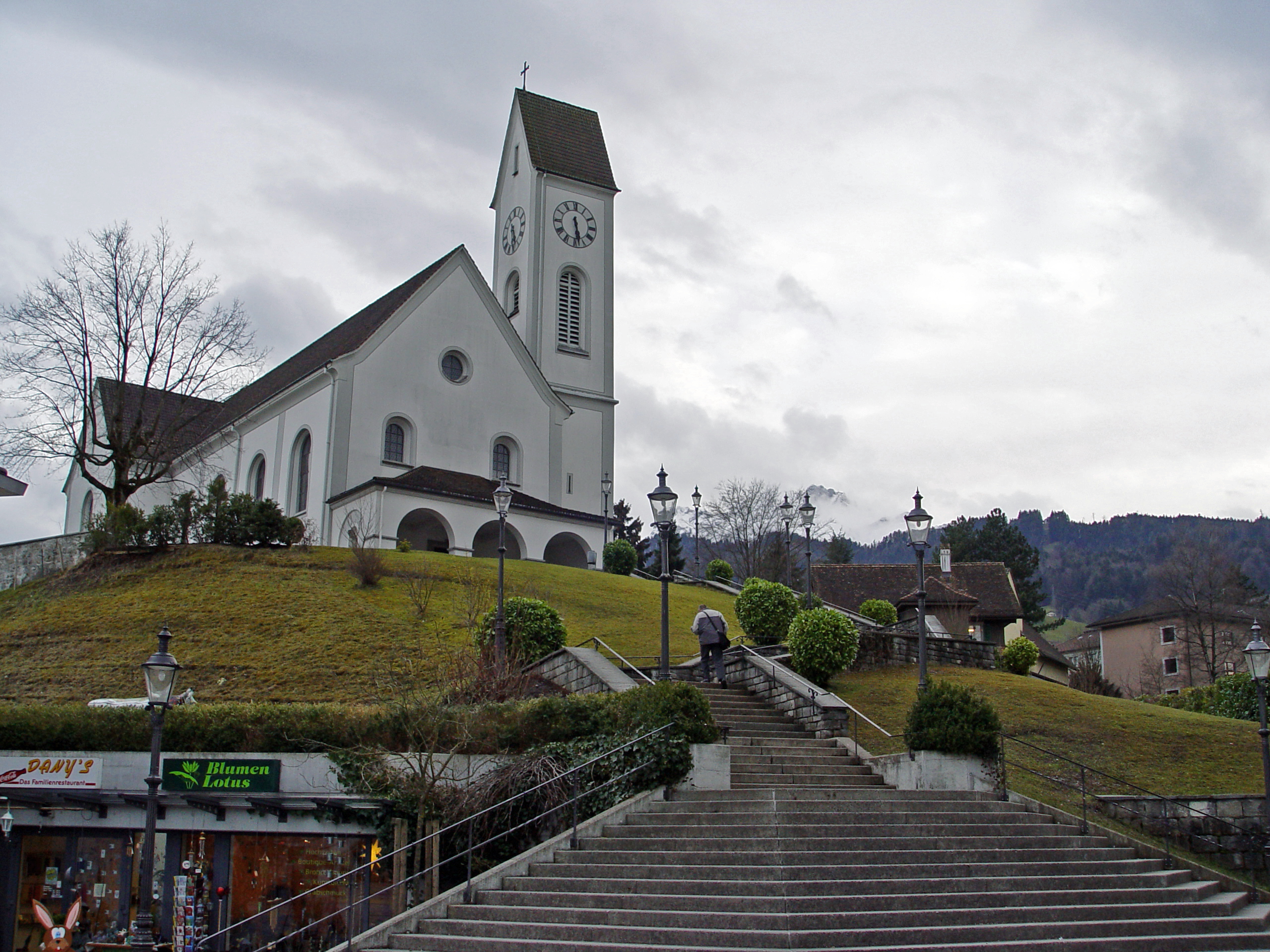
Katolický kostel

K prvnímu prudkému nárůstu počtu obyvatel došlo v letech 1816–1837. S postupným usazováním průmyslových podniků v 19. století počet obyvatel od roku 1850 do první světové války prudce rostl (1850–1910: +165,8 %). Po dvou desetiletích mírného růstu následovalo druhé období silného růstu až do roku 1970 (1930–1970: +174,9 %). V roce 1951 dosáhl Kriens počtu 10 000 obyvatel a v roce 1970 20 000. S ropnou krizí se růst počtu obyvatel v silně industrializované obci zpomalil. Přesto je Kriens stále jednou z největších obcí kantonu Lucern; více obyvatel má pouze město Lucern a Emmen.
| Vývoj počtu obyvatel | Vývoj počtu obyvatel | Vývoj počtu obyvatel | Vývoj počtu obyvatel | Vývoj počtu obyvatel | Vývoj počtu obyvatel | Vývoj počtu obyvatel | Vývoj počtu obyvatel | Vývoj počtu obyvatel | Vývoj počtu obyvatel | Vývoj počtu obyvatel | Vývoj počtu obyvatel | Vývoj počtu obyvatel | Vývoj počtu obyvatel | Vývoj počtu obyvatel | Vývoj počtu obyvatel | Vývoj počtu obyvatel | Vývoj počtu obyvatel | Vývoj počtu obyvatel | Vývoj počtu obyvatel | Vývoj počtu obyvatel | Vývoj počtu obyvatel | Vývoj počtu obyvatel |
| -------------------- | -------------------- | -------------------- | -------------------- | -------------------- | -------------------- | -------------------- | -------------------- | -------------------- | -------------------- | -------------------- | -------------------- | -------------------- | -------------------- | -------------------- | -------------------- | -------------------- | -------------------- | -------------------- | -------------------- | -------------------- | -------------------- | -------------------- |
| Rok                  | 1798                 | 1816                 | 1837                 | 1850                 | 1860                 | 1870                 | 1880                 | 1888                 | 1900                 | 1910                 | 1920                 | 1930                 | 1941                 | 1950                 | 1960                 | 1970                 | 1980                 | 1990                 | 2000                 | 2010                 | 2015                 | 2019                 |
| Počet obyvatel       | 1956                 | 2056                 | 2663                 | 2693                 | 3324                 | 3706                 | 3900                 | 4319                 | 5951                 | 7157                 | 7247                 | 7424                 | 8772                 | 9621                 | 14 029               | 20 409               | 21 097               | 23 079               | 24 742               | 26 176               | 27 046               | 27 847               |

Místní obyvatelé používají jako každodenní jazyk hornoalemanský dialekt němčiny. Při posledním sčítání lidu v roce 2000 uvedlo 89,36 % obyvatel jako svůj hlavní jazyk němčinu, 2,55 % italštinu a 1,92 % srbochorvatštinu.

## Hospodářství
Kolem roku 2003 bylo v Kriensu asi 12 000 pracovních míst, z toho dvě třetiny v sektoru služeb. Pilatusmarkt Kriens je považován za čtvrté největší nákupní centrum ve středním Švýcarsku.
Sídlí zde společnost Pilatus-Bahnen AG, provozující lanové dráhy na Pilatus. Také ve městě má své sídlo nadnárodní společnost Curaden AG, vyrábějící potřeby pro stomatologii a zubní hygienu.

## Doprava

### Dálková doprava

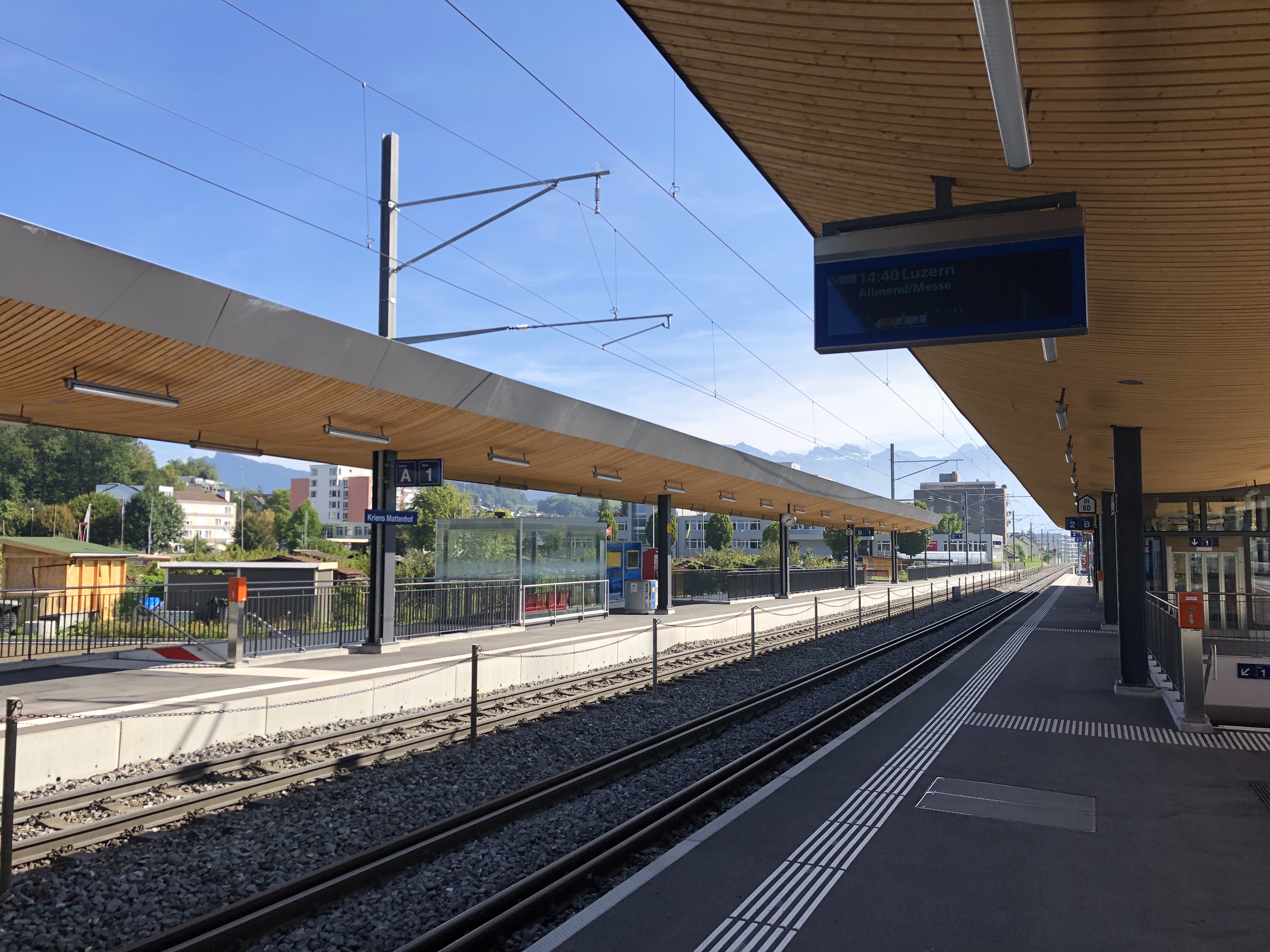
Železniční stanice Kriens Mattenhof

Kriens dříve obsluhovala dráha Kriens–Lucern (KLB). Ta ukončila osobní dopravu po otevření tramvajové trati do Kriensu v roce 1900. Až do roku 1998 sloužila nákladní dopravě do obce Kriens. V roce 2004 byly koleje z Kupferhammeru do obce při rekonstrukci hlavní silnice zrušeny. Na konci roku 2009 KLB zcela ukončila provoz a byla zlikvidována.
Stanice Kriens Mattenhof je obsluhována lucernskou S-Bahn linkami S4 Lucern – Stans – Wolfenschiessen, S41 Lucern – Horw (ve špičce) a S5 Lucern – Sarnen – Giswil; je v provozu od prosince 2004. Původní zastávka byla přestavěna na stanici, která byla otevřena na konci roku 2020 v souvislosti s otevřením čtvrti Kriens Mattenhof, která se staví přímo vedle ní. Stanice byla přizpůsobena zvýšenému počtu cestujících novým podchodem, bezbariérovou infrastrukturou a zastřešením nástupišť. Stanice Kriens Mattenhof se nachází mezi novou čtvrtí Mattenhof a lucernským Allmendem, a tedy v centru této městské rozvojové oblasti (marketingové označení: Lucerne South). V této oblasti se také plánuje výstavba sportoviště pro pořádání akcí Pilatus Arena.
Kriens má vlastní dálniční přivaděč k dálnici A2 u Grosshofu (jižně od tunelu Sonnenberg). Další napojení na dálnici A2 existuje v oblasti čtvrti Schlund (poblíž náměstí Pilatusmarkt), které umožňuje přístup i do sousední obce Horw.

### Místní doprava
Hlavním prostředkem veřejné dopravy mezi Lucernem a Kriens/Obernau jsou trolejbusy. Linka 1 lucernských trolejbusů, kterou provozuje lucernský dopravní podnik (VBL), jezdí z Ebikon-Fildern přes lucernskou čtvrť Maihof a nádraží Lucern do Kriens-Obernau. Od roku 2017 jezdí trolejbusová linka 5 jako tangenta z Kriens-Zentrum přes Luzern-Pilatusplatz do Emmenbrücke, tj. nezajíždí na nádraží v Lucernu.
Autobusové linky 15 (MHD Kriens) a 16 (Kriens – Mattenhof – Kuonimatt – Horw Zentrum – Horw Spitz) zajišťují veřejnou dopravu do různých čtvrtí Kriensu.
Od roku 2013 jezdí autobusová linka 21 z Lucernu přes Kastanienbaum a Horw Zentrum přes Pilatusmarkt na Kriens Busschleife. Od tohoto data byla také změněna trasa autobusové linky 14, která jezdí z centra Horw přes nákupní centrum Pilatusmarkt, obchodní zónu Kriens Schlund a podél východní hranice Kriens do Lucernu a dále do kliniky svaté Anny a čtvrti Würzenbach v Lucernu.

## Osobnosti
- Fabio Coltorti (* 1980), švýcarský fotbalový brankář
- Max Eiselin (* 1932), švýcarský horolezec
- Livio Wenger (* 1993), švýcarský rychlobruslař